# Sudanonautes floweri
Sudanonautes floweri е вид десетоного от семейство Potamonautidae. Видът не е застрашен от изчезване.

## Разпространение и местообитание
Разпространен е в Ангола (Кабинда), Габон, Демократична република Конго, Камерун, Нигерия, Уганда, Централноафриканска република, Чад и Южен Судан.
Обитава сладководни басейни, реки и потоци.

## Описание
Популацията на вида е стабилна.